# Distrito de Livitaca
El distrito de Livitaca es uno de los ocho que conforman la provincia de Chumbivilcas, ubicada en el departamento de Cuzco en el Sur del Perú. 
Según la organización jerárquica de la Iglesia católica es parte de la Prelatura de Sicuani, sufragánea de la Arquidiócesis del Cuzco.

## Toponimia
Su nombre en quechua es Liwitaka, que proviene de los vocablos riwi (o lambdaizado, liwi), 'boleadora' y takay, 'agredir', 'azotar' o 'aporrear'; por lo que podría traducirse como "lugar de los que golpean con boleadoras".

## Historia
El distrito fue creado mediante Ley del 2 de enero de 1855, dado en el gobierno del Presidente Ramón Castilla.
Los primeros habitantes
Hace miles de años, habitaban por estas tierras andinas hombres nómadas, con pocos conocimientos sobre la agricultura y la ganadería. Vivian en cuevas de zonas altas, quebradas y valles. Muchos grupos optaban por las zonas altas, desde donde podían tener mejor control y dominio de sus bienes. Pocos habían aprendido a guardar los productos recolectados y otros daban muestras de la domesticación de animales y el cultivo de los primeros productos, esto hacia que puedan defender sus pertenencias y para ello necesitaban de ideas de mejor organización del grupo o familia. Este podría ser el caso de por ejemplo de "Mauk´a Livitaca", un establecimiento que se alude a un cementerio pre inca. Sea cual sea, el caso es que la forma de su construcción y la ubicación en la cima de una montaña andina dice mucho de los que habitaron aquí. Estas personas tenían la necesidad de asentarse en zonas de difícil acceso ante sus enemigos, sus viviendas tenían que tener ciertas estrategias para defenderse de algunos ataques eventuales, una táctica de los primeros pobladores de livitaca fue, buscar lugares seguros que pueda garantizarles su bien vivir. Cercaron por los alrededores de los cerros donde fijaban sus establecimientos, seguramente para burlar los ataques de otros grupos y así garantizar la vida del grupo.
Estos primeros hombres, subsistían de la caza de animales y la recolección de algunas plantas y frutos comestibles que hallaban en las quebradas, zonas húmedas y algunos pocos productos que crecían en partes altas, la papa nativa fue uno de ellos. Vivían en un mundo de llenas desgracias, accidentes, luchas internas, abuso del más fuerte a los débiles. Por la zona de los llanos y las quebradas la vida debió ser un poco más calmado, el cual les daba tiempo para darse algunos lujos, recreaciones y pensar otras cosas con que poder vivir mejor y buscar sus satisfacciones personales, tal es el caso de los hombres de poseer a las jóvenes más sobresalientes de esa época, algunos de buena fe y muchos otros por la in voluntad propia tanto de sus padres, hermanos y familiares cercanos, una pugna enorme por las féminas como si se tratase de una lucha de animales por la hembra en tiempos de celos. Las luchas por el poder pronto se tornaron con mayor nitidez y así pudieron progresar de a poco en perfeccionar las formas del trato comunitario, y la lucha contra las injusticias y sobre todo la forma de mejor obtención de alimentos y su sedentarismo aumentó por la necesidad de unir esfuerzos ante la barbarie, tanto por la amenaza de otros grupos, como por sobrevivir en un clima hostil, de enormes tormentas, derrumbes, crecida de los ríos, los huaycos, los granizos y las nevadas que imposibilitaron su normal crecimiento. En otoño e invierno, las extremas heladas que cobraban muchas vidas, tanto adultos como ancianos y niños en especial. Estos eran obligados a migrar de las punas a los llanos y viceversa por la necesidad de proteger sus vidas.
Livitaca en tiempos Precolombinos.
Luego de todo un proceso de vida en busca de una sociedad más estable, con ciertas normas y otros conocimientos avanzados como la agricultura y la ganadería. Los pobladores de estas zonas, organizadamente empezaron a cultivar y domesticar animales. Entre los principales animales domesticados, esta el Huanaco y la Llama, entre los principales productos que empezaron a cultivar están la papa, olluco, año, oka, y otros tubérculos que cosechaban como el K´apasho (tubérculo en forma de zanahoria de color blanco parecido a la yuca pero de pulpa más liviana como el nabo blanco), Arak´a (papa nativa que crece y se desarrolla sin la necesidad de darle los cuidados que necesita cualquier otro producto, simplemente se hace el barbecho de la tierra y las papas por sí solas con las semillas que han quedado crece sola), estos dos productos ya no se frecuenta, pero sabemos mucho sobre los otros productos como la quinua, tarwi y otros, en zonas más cálidas cultivaron el maíz y otros productos que tuvieron mayor auge con la civilización inka.
Aunque vivían ya organizadamente, las pugnas continuaban por el poder y sobre todo por las tribus que habitaban en las praderas y tenían acceso a las punas y valles a la vez, estos en su trajín obtenían mayores conocimientos y poseían mayores recursos para elaborar sus armas y sus herramientas, su ambición por el poder y su seguridad de superioridad por estar ligado a la naturaleza en distintos tiempos y lugares, daba poder de supremacía ante otros que permanecían en un territorio casi hostil que cuidaba como su dominio pero poco productivo. 
Los que tenían acceso a mayores recursos, tomaron el poder. Así empezó una de las leyendas que alude al origen de los inkas, la "leyenda de los hermanos Hayar", dice salieron de un cerro por la puerta de unas cuevas cuatro hermanos con sus correspondientes parejas llamados Hayar Cachi, Hayar Manco, Hayar Uchu y Hayar Anka, pues justamente esta leyenda nace en tierras cercanas a livitaca, en la provincia de Paruro,  en el lugar llamado "Tampu Tt´oq´o", la historia continua y los incas luego se hicieron de estas tierras con el afán de conquistar e imponer orden por las tierras que tantas desgracias infrahumanas se vivía.
Livitaca en tiempos de la Colonia.
Los Españoles llegaron al Perú y luego de establecerse en el tawantinsuyo, muchos hombres caminaron en busca de riquezas y otros optaron por hacerse dueños de tierras incas y otros de tierras indígenas, es el caso de livitaca, sus tierras más apropiadas para la ganadería, agricultura, y la minería fueron repartidos entre los primeros españoles que echaron ojo a esas tierras para su dominio.
Los indígenas y otros de la nobleza inka fueron despojados cruelmente de sus bienes y de sus tierras, pasando estas tierras a mano de los Españoles, y así sucesivamente a los hijos nacidos en esas tierras, a los mestizos pero que mantenían la dureza y la crueldad con que conducían estas tierras llamadas haciendas, ahora estas propiedades habían sido heredados de sus padres. Muchos se casaron con personajes del lugar y otros españoles seguramente llegaron con sus respectivas familias y esposa. Un tiempo después la convivencia se iba tornando con algo de calma pero la discriminación a los indígenas continuaba con mayor alce por el racismo, grandes racistas solo podían mantener relaciones entre el linaje de la sangre y los terratenientes, así que las nuevas familias estaban unidos en razón de la sangre y la raza, el color y los apellidos jugaban un papel muy importante para la unión de nuevas parejas. Pero también había otros grupos, hijos ya de españoles que no pensaban igual y contuvieron sus compromisos con hijas e hijos de familias indígenas, o de la nobleza del linaje inka.
Con la llegada de los españoles, Livitaca se fue convirtiendo en una zona netamente dedicado a la producción ganadera y a la agricultura, sus llanos y bofedales proporcionaban el ambiente ideal para la crianza de vacunos, ovinos, caballos y otros animales menores. Esto ayudaba enormemente al crecimiento del país, pero a la vez por detrás de estas altas producciones estaban ocultos el sufrimiento de muchas personas, los cuales en su mayoría eran los indígenas y algunos hijos mestizos de escasos recursos que eran explotados por los llamados "gamonales" "Terratenientes".  Aquellos tiempos de la colonia y hasta inicios después de la independencia del país, para los gamonales la producción era alta en estos lugares ocupados por antiguos Españoles, el comercio fluía en razón a la venta de cantidades de productos netos de esa zona, cantidades de papa, hortalizas, habas, trigo, cebado, quinua y otros productos eran altamente comerciado en otros distritos, la venta de vacunos, ovinos, mulas, y caballos eran de considerable asombro ya que posteriormente los sucesores de los españoles eran exigentes en sus consumos, por ende el intercambio de productos de las zonas andinas con productos de la costa eran mayores.
''Livitaca en tiempos de la República.''
Luego de la independencia de Perú muchos cambios parecían llegar, pero la independencia no había significado la libertad total de los hombres, solo era la independencia de la corona española, y que Perú era un país libre de España y de otros países, pero las cosas en un tiempo se tornaron peor, las mitas, los esclavos, los indígenas despojados de sus tierras y que aun dependían mucho de sus amos, de los terratenientes que dominaban gran parte del Perú, así que casi nada había cambiado para nuestra gente. Pasaron muchos gobiernos y la situación era más difícil para el país. El gobierno se encontraba en una lucha interna contra los poderosos terratenientes que aun mantenían privado de su libertad a mucha gente.
Muchos gobiernos, muchos fracasos y luchas internas debilitaban la república. Tiempos después, un aparente gobierno de mano dura, con el apoyo de la clase social oprimida llegó al poder y quiso poner fin a los últimos grupos que aun vivían en la opresión y deseaban recuperar sus tierras. Estas sufridas personas habían sido complacidas. Un gobierno, llevado por el sufrimiento de su gente, había disuelto las haciendas con la ley llamada "Reforma Agraria", que devolvía parte de las tierras a los dueños indígenas.
Muchos recuerdan al Presidente Velasco, que en el afán de poder ayudar y liberar a las personas de la opresión de los poderosos terratenientes y gamonales que cometían exceso de abusos y crímenes. En favor de los pobres con dicha ley de la "reforma agraria", había llevado la economía republicana al deterioro económico del país. (había cambiado la producción explotadora de las haciendas, por la libertad de los indígenas y su recuperación de los mismos de las desgracias y sufrimientos de la gente de su país), fue humano, pero erróneamente no habían analizado las caídas económicas que iban a venir.
Muchos de los grandes productores ganaderos y agricultores perdieron gran parte de sus tierras, obligándose muchos de ellos a abandonar los campos y migrar a las ciudades y dejando las tierras al abandono y en poder de la comunidad que casi no supieron darle la utilización adecuada.

## Geografía
Su capital es el poblado de Livitaca que se ubica a 3 752 msnm aproximadamente con una templado y microclima

## División administrativa
Actualmente tiene quince comunidades:
- Pataqqueña
- Quehuincha
- Ccollana
- Huanaco
- Huancané
- Chilloroya
- Huayllahuaylla
- K´ayno
- Unión Qora
- Totora
- Jalco
- Pisquicocha
- Parcora
- Collana Alta
- Aucho

## Centros poblados
- Pataqqueña
- Primero de Mayo (Huanaco)
- Chilloroya
- Pisquicocha
- Totora

## Clima
Verano o tiempo de lluvias máxima 25 Cº, mínima 4,5 Cº
Invierno o tiempo de secas máxima 15 Cº mínima 2 Cº

## Autoridades

### Municipales
- 2023-2026 
  - Alcalde: Lic. Adm. Richar Bellido Ugarte, del Partido Político Nacional PERU LIBRE

- 2019-2022
  - Alcalde: Rony Almora Davalos,

- 2014-2018[2]
  - Alcalde: Olger Olivares Gárate, del Movimiento Acuerdo Regional de Integración (INKA).
  - Regidores:
- 2007-2010

### Religiosas
- Obispo Prelado de Sicuani: Monseñor Miguel La Fay Bardi, Orden Carmelita.

### Policiales
- PNP comisario Cesar Bombilla Tarqui

### Personajes
- Fernan Molina personaje icono del distrito de livitaca

- Alcibiades Molero historiador de la zona

- Gonzalo Paredes compositor de la zona

## Atractivos turísticos

### Grutas de Warari
Las grutas de Warari se ubican a 2 km de la población de Livitaca a 3400 msnm. Su nombre proviene del quechua waqariy (llanto). Fueron visitadas por el naturalista italiano Antonio Raymondi en 1865. Tienen una longitud de 78km así como caprichosas figuras formadas con las estalactitas y las estalagmitas que se originaron por el constante goteo de carbonato de calcio. En el fondo de las grutas existen aguas subterráneas que aumentan en época de lluvias.
Entre las formas caprichosas se pueden apreciar: el cóndor, el bautismerio, el horno, las ceras, etc.

### Chu'llpasde Ch'iñisiri
Se encuentran a 8 km de la población de Livitaca. Se trata de un grupo arqueológico de épocas preincaicas situados en un lugar denominado Toqra en una geografía totalmente accidentada. 
Las chullpas se encuentran en cuevas y están hechas de arcilla, paja y madera de árboles autóctonos como la keñua y la t'asta. En los techos voladizos se empleó la piedra común del lugar y sillar de canteras cercanas. Las tumbas guardan cráneos y huesos .

### Puka Q´aq´a
Del quechua puka (rojo) y q'aq'a (piedra), traducido como peñazco rojo. Se trata de formaciones rocosas erosionadas por las lluvias y el viento a manera de torres de color rojo. Se encuentran en el lugar denominado Totora y las torres se extienden por 10 mil metros cuadrados.

### Mauka Livitaca
Mauka Livitaca = Livitaca Viejo
El centro arqueológico de Mauka Livitaca se encuentra ubicado en la comunidad campesina de Ccollana  donde podemos encontrar construcciones de recintos, canchones, un lugar misterioso de campo abierto a la naturaleza a poca distancia del distrito de Livitaca,construcciones posiblemente pertenece al periodo de Preinca o Inka por la presencia de construcciones con piedras de tipo almohadillas.

### Laimi Machu
En una ladera a la vera de uno de los riachuelos del distrito de Livitaca de la provincia de Chumbivilcas se halla esta hermosa formación natural que toma la forma de una persona, visite este ecomuseo y encuentra tu figura favorita explorando tu imaginación... a poca distancia se halla un puente natural y el imponente apu Qora. *nadie ama lo que no conoce*

### Puente Natural
Está ubicado a 2 kilómetros del pueblo, fue descubierto hace más de 30 décadas

## Festividades
- San Sebastián.
- Festival folclórico Warari.
- Festival folclórico Chinisiri.
- Festival carnavalesco Mauka Livitaca.
- 20 de enero aniversario del Distrito de Livitaca.
- Festividad de Natividad Wanpu wanpu (Vamos vamos)